# Il tempo si è fermato (film 1959)
Il tempo si è fermato è un film del 1959 scritto e diretto da Ermanno Olmi.

## Trama
Roberto Seveso, un giovane studente universitario, trova lavoro come guardiano invernale di una diga idroelettrica nei pressi del monte Adamello in provincia di Brescia in sostituzione di Pedranzini, un operaio rimasto a casa perché la moglie ha partorito.
Nella baracca, immersa nel silenzio e nell'isolamento della montagna, il giovane dovrà convivere con un collega anziano, un taciturno padre di famiglia di nome Natale. L'iniziale reciproca diffidenza si trasformerà col tempo in simpatia reciproca.

## Produzione
Ermanno Olmi aveva lavorato come fattorino alla Edison-Volta, per mantenersi agli studi quando frequentava l'Accademia di Arte Drammatica a Milano. Successivamente realizzò per la stessa azienda una serie di documentari. Anche Il tempo si è fermato era stato concepito come documentario per l'Edison-Volta e crebbe tra le mani del giovane Olmi, divenendo il suo primo lungometraggio, girato con attori non professionisti e con suono in presa diretta in piena aderenza ai canoni del neorealismo. Il film viene presentato nell’ambito della 20ª Mostra internazionale d'arte cinematografica di Venezia alla decima edizione della “Mostra internazionale del film documentario e del cortometraggio - Film a soggetto“.

## Conservazione e restauro
Opera inventariata alla Cineteca della Fondazione Ansaldo tra i film «che hanno raggiunto alti livelli poetici», copia del film è stata restaurata dalla Cineteca del Comune di Bologna. Il tempo si è fermato, in quanto esperienza di vita e di arte, è approfondito nel film di Tatti Sanguineti Conversazione con Ermanno Olmi (2009).

## Colonna sonora
- King of rock – Adriano Celentano
- Proteggimi – Anita Traversi

## La Critica
Il Morandini commenta: «Racconto di comportamenti più e prima ancora che di psicologie, non fa concessioni allo spettacolo o al romanzo: nessun incidente, nemmeno una piccola slavina, tutto concentrato sui gesti, gli oggetti, i piccoli particolari quotidiani con un filo di bonaria ironia. Una piccola musica, un film di grazia».
Per Il Mereghetti: «Il rigore stilistico e la partecipe aderenza agli eventi sono alla base di un'intensa ed emozionante parabola sul rapporto fra gli uomini e la natura, sul valore di un mondo impermeabile ai sussulti della modernità».